# 서유안
서유안(본명: 김형인, 1991년 5월 6일 ~)은 대한민국의 보이그룹 일급비밀의 멤버였다.

## 생애
- 2013년 아인, 요한과 엔오엠으로 데뷔하였으나 팀 해체 이후, 2017년 일급비밀로 재데뷔했다.
- 2019년 3월 21일에 군입대하여 2021년 1월 14일에 소집해제하였다.
- 활동명을 K(케이)에서 서유안으로 변경하였다.
- 현재는 연예계를 떠난 상태다.